# Piotr Opaliński (ambasador)
Piotr Andrzej Opaliński (ur. 1958 w Warszawie) – polski orientalista, dyplomata, ambasador RP w Pakistanie (2015–2021).

## Życiorys
Ukończył orientalistykę na Uniwersytecie w Taszkencie (1985) oraz podyplomowe w Polskim Instytucie Spraw Międzynarodowych (1987), Krajowej Szkole Administracji Publicznej i w Institute of International Relations Clingendael w Hadze. Pracownik Naukowy Uniwersytetu Warszawskiego.
Od 1985 w MSZ, przechodząc od eksperta do ambasadora tytularnego. Pracował w departamentach Azji, Afryki i Bliskiego Wschodu oraz jako chargé d'affaires a.i. w Bangladeszu (1991–1997), Angoli i Tanzanii (2007), jako konsul i zastępca ambasadora RP w Pakistanie i Afganistanie (1999–2005) oraz zastępca ambasadora RP w Indiach (2008–2014). Od sierpnia 2015 ambasador RP w Pakistanie. Odwołany z dniem 15 sierpnia 2021.
Mówi po angielsku, rosyjsku, w hindi i urdu.

## Odznaczenia
- 2013 – Złoty Krzyż Zasługi „za zasługi w służbie zagranicznej i współpracy międzynarodowej”[6]
- 2023 – Sitara-e-Quaid-i-Azam(inne języki), Pakistan[7]